# Alexa a Katie
Alexa a Katie (v anglickém originále Alexa & Katie) je americký sitcom, který vytvořila speciálně pro Netflix výkonná producentka Heather Wordhamová. Showrunnerem seriálu je Matthew Carlson. Příběh se točí kolem dvou středoškolaček, z nichž jedna trpí rakovinou a druhá s ní prožívá veškeré strasti dospívajícího života. Do hlavních rolí jsou obsazeny herečky Paris Berelcová jako alexa a Isabel May jako Katie. Dále zde hrají také Jolie Jenkinsová, Emery Kelly, Eddie Shin, Finn Carr, Tiffani Thiessen nebo Jack Griffo. Seriál měl na Netflixu premiéru 23. března 2018,  běžel čtyři série a poslední díl běžel 13. června 2020.

## Obsazení

### Hlavní role
- Paris Berelcová jako Alexa je ambiciózní basketbalistka bojující s rakovinou. Je velmi statečná a snaží se žít normální život i přes svou nemoc.
- Isabel May jako Katie je Alexina nejlepší kamarádka. Je velmi nepředvídatelná a nemotorná, podporuje Alexina impulzivní rozhodnutí a nápady. Katie má ráda divadlo a velmi ji přitahuje Lucas.
- Jolie Jenkinsová jako Jennifer je Katiina rozvedená, svobodná matka, která si při práci dodělává školu. Je matriarchou rodiny Cooperových. Vzhledem k tomu, že je Jennifer sama, je na tom rodina Cooperových finančně o něco hůř než rodina Mendozových.
- Emery Kelly jako Lucas je Alexin starší bratr. Je přihlouplý a domýšlivý, velmi se stará o Alexu a touží být doktorem, protože chce pomáhat ostatním tak, jako doktoři pomáhají Alexe. V druhé sérii se stává frontmanem své vlastní kapely.
- Eddie Shin jako Dave je otec Alexy a Lucase, Loriin manžel a pilot letecké společnosti. Je patriarchou rodiny Mendozových. Když si Alexa oholí hlavu, snaží se vyrovnat se s realitou, ale nakonec si uvědomí své chyby. Je velmi soutěživý, stejně jako jeho manželka Lori.
- Finn Carr jako Jack je syn Jennifer a mladší bratr Katie s vášnivou láskou ke sladkostem a videohrám. I přes svůj věk chápe situaci Alexy a pomáhá jí, jak nejlépe umí. Adoptuje si psa a pojmenuje ho Brambor.
- Tiffani Thiessen jako Lori je Alexina a Lucasova matka, Daveova manželka a matriarcha rodiny Mendozových. Se silnou vůlí, soutěživostí a občas přehnanou ochranou, pomáhá Alexe s jejím bojem s rakovinou i s dalšími pubertálními problémy.
- Jack Griffo jako Dylan (opakující se v 1. a 3. sérii, jeden z hlavních postav v 2. sérii) je Lucasův vysoce inteligentní nejlepší přítel. Začne doučovat Alexu v 1. sérii seriálu, když se jí zhorší známky a později ji požádá, aby s ním šla na ples a oba spolu začnou chodit. Ve 2. sérii se Alexa s Dylanem rozejde, protože Dylan brzy půjde na vysokou školu ale nakonec oba souhlasí, že budou přátelé.

### Opakující se role
- Kerri Meddersová jako Gwenny je Alexova sebestředná a manipulativní soupeřka z basketbalového týmu. K Alexině zděšení se začne Gwenny vůči ní chovat laskavěji poté, co se dozví o její nemoci. Ve 2. sérii chodí s Lucasem.
- Iman Benson jako Reagan je kamarádka Alexy a Katie. Je hodně zaujatá sama sebou a v průběhu seriálu je to její hlavní charakteristika.
- Merit Leightonová jako Hannah je kamarádka Alexy a Katie. Je naivní a hloupější než Reagan. Ve 2. sérii vstoupí do týmu roztleskávaček.
- Nathaniel J. Potvin jako Ryan je nemotorný přítel Katie, který s ní hrál ve školní hře. Ryan se stává Katiiným prvním polibkem, a i když mají oba k sobě vzájemné city, neprojeví je až do konce 2. série.
- Nadja Alaya jako Megan je kamarádka Alexy, která má také rakovinu. Zpočátku je zobrazena v nemocnici a později, když se objeví na oslavě Alexiných 16. narozenin vše naznačuje tomu, že se její stav zlepšuje.
- Alyssa Jirrelsová jako Vanessa (1. série) je studentka, která hrála ve školní hře. Protože přišla o hlavní roli na úkor Katie, je k ní Vanessa často pasivně agresivní.
- Ricky Garcia jako Cameron (2. série) je přihlouplý kamarád Lucase a člen jeho kapely. Často pronásleduje Lucase a kopíruje jeho styl oblékání.
- Scott Wordham jako Barry je manažer v místní kavárně Wired. Často je pesimistický a negativní, ale umožňuje Katie pracovat jako baristka.
- Jordan Austin Smith jako Cody (2. série) je nový student, jehož skříňka je mezi Alexou a Katie. Alexa se s ním spřátelí a líbí se jí, že Cody neví o její nemoci. Cody je také maskotem školy.
- Constance Marie jako Doktorka Cortsová (3. série) je Alexina terapeutka. Katie k ní dochází kvůli svému stresu a úzkostem, které prožívá.
- Gunner Burkhardt jako Spencer (3. série) jako chlapec s rakovinou, kterého Alexa potká v nemocnici. Ačkoli Alexa k němu zpočátku nic necítí, později k němu vyvine romantické city a začnou spolu chodit.
- Barrett Carnahan jako Aiden (3. série) je bezstarostný kluk, který pracuje v golfovém klubu Putt Putt a obtěžuje Katie. Postupem času si k sobě navzájem vytvoří city. Později pracuje jako barista v kavárně Wired.
- Brady Smith jako Joe (3. série) je údržbář, který začne chodit s Jennifer.

### Hostující herci
- Anthony Keyvan jako Nathan je student, který hrál ve školní hře. Je velmi citlivý, většinu seriálu je ignorovaný ostatními postavami.
- Megan Truongová jako Britney (1. série) je studentka dívčího basketbalového týmu. Hrála také ve školní hře.
- Tess Aubertová jako Mackenzie (1. série) je studentka dívčího basketbalového týmu. Zpočátku si myslí, že Britney je studentkou, která má rakovinu, ne Alexa.
- Jenice Bergereová jako trenérka Wintersová trénuje dívčí basketbalový tým. Když se Alexa zkouší dostat ve druhé sérii do týmu, zklame ji Wintersová tím, že ji dá do juniorské ligy.
- Katie Walderová jako paní Rogersová (1. série) je učitelka dramatu, která zorganizovala školní hru. V průběhu seriálu neustále zmiňuje její jednostranný vztah s bývalým přítelem.
- Carmella Riley jako sestra Lynda (1. série) je zdravotní sestra, která pracuje v nemocnici Alexy a Megan. Před propuštěním z nemocnice jí Alexa dělala naschvály.
- Avery Monsenová jako sestra Chada je zdravotní sestra, která pracuje v nemocnici Alexy a Megan. Je často nervózní, bojí se Alexiny soutěživé matky Lori.
- Liam Attridge jako Steve (2. série) je přihlouplý kamarád Lucase a člen Lucasovy kapely. Spolu s Cameronem také sleduje a kopíruje Lucasův styl oblékání.
- Gregg Daniel jako Dr. Breitweiser (2. série) je Alexin lékař. Ve 2. sérii jí umožní hrát basketbal, protože se její nemoc zlepší.

## Produkce
Alexa a Katie je první sitcom produkovaný společností Netflix. V červnu 2017 byli Thiessen, Shin a Kelly obsazeni jako Alexina rodina a Jenkinsová byla obsazena do role matky Katie. V srpnu 2017 byli Griffo, Medders a Leightonová obsazeni jako spolužáci dívek.  9. dubna 2018 Netflix obnovil seriál na druhou sérii, přičemž Wordham nahradil Carlsona na pozici showrunnera.
Dne 15. února 2019 byl seriál obnoven na třetí sérii s 16 epizodami. Série byla rozdělena do dvou částí, z nichž každá měla osm epizod a zaměřila se na postavy Alexy a Katie, které procházely svými posledními roky střední školy. První část třetí série měla premiéru 30. prosince 2019.  Druhá část třetí série, což byl vlastně i závěr série, vyšla 13. června 2020.

## Ocenění
V roce 2018 byl seriál Alexa a Katie nominován na cenu Primetime Emmy za vynikající dětský program.  V roce 2019 vyhrál seriál ocenění na 12. ročníku Television Academy Honors.